# Sint-Elooisprijs 1992
De 37e editie van de Belgische wielerwedstrijd Sint-Elooisprijs werd verreden op 23 april 1992. De start en aankomst vonden plaats in Ruddervoorde. De winnaar was Michel Cornelisse, gevolgd door Jan Bogaert en Marc Dierickx.

## Uitslag
| Sint-Elooisprijs 1992 |                   |                                        |      |
| Plaats                | Naam              | Ploeg                                  | Tijd |
| Winnaar               | Michel Cornelisse | La William-Duvel                       |      |
| 2                     | Jan Bogaert       | Assur Carpets-Willy Naessens-Euroclean |      |
| 3                     | Marc Dierickx     | Assur Carpets-Willy Naessens-Euroclean |      |

## Galerij

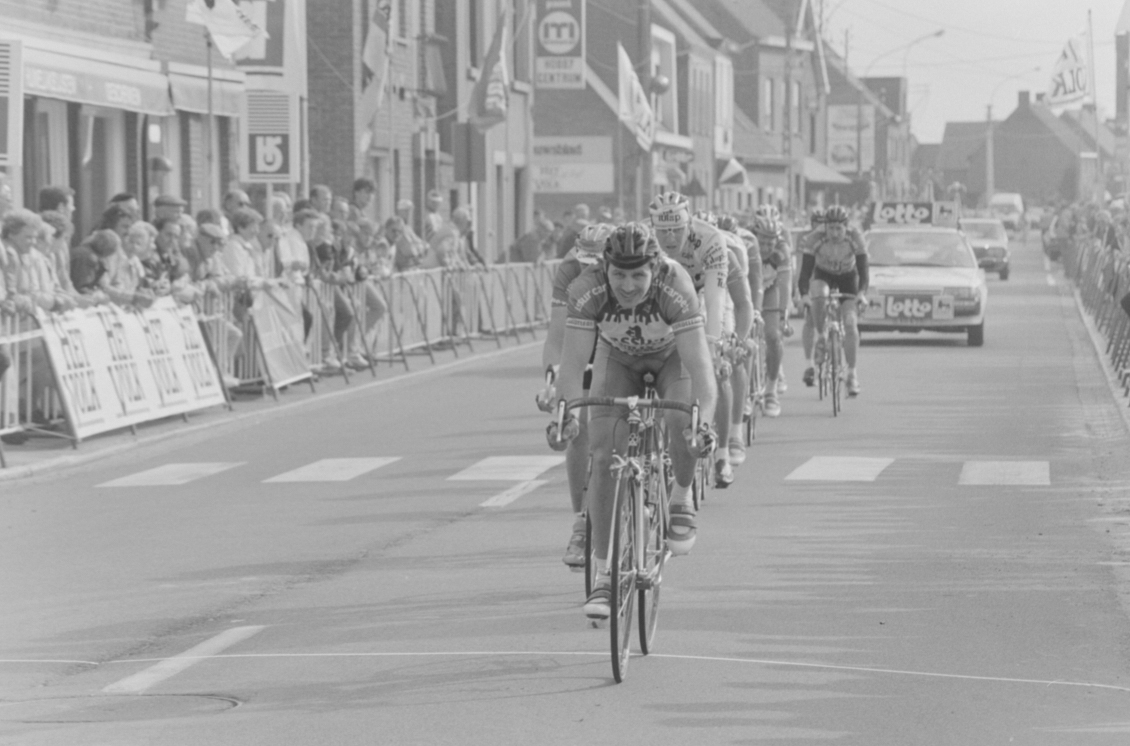
Het peloton doorkruist het dorpscentrum van Ruddervoorde.
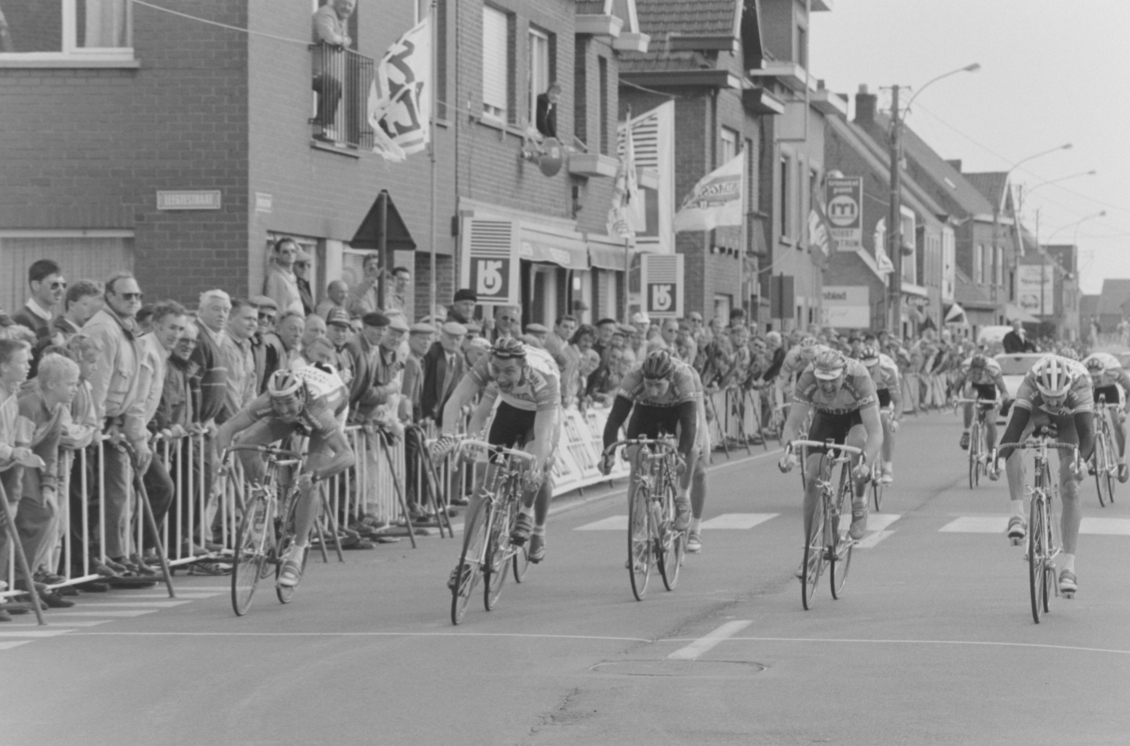
De kopgroep sprint naar de eindmeet.
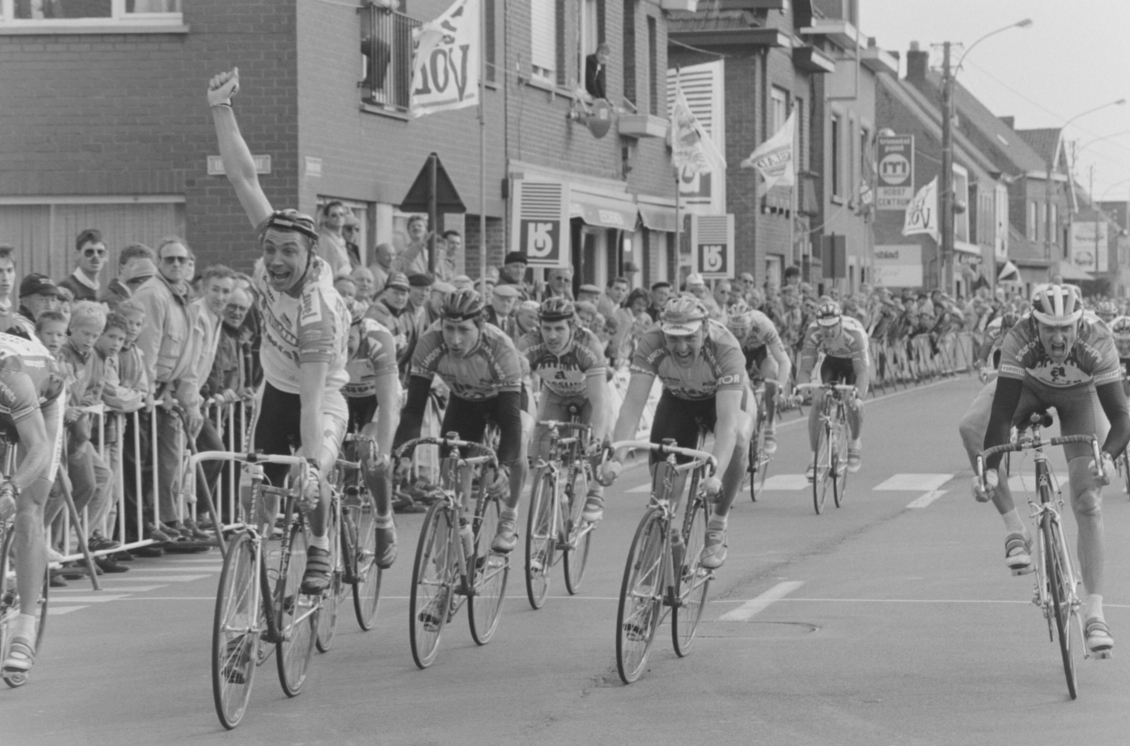
Michel Cornelisse komt als eerste over de meet en verslaat onder andere Jan Bogaert en Marc Dierickx
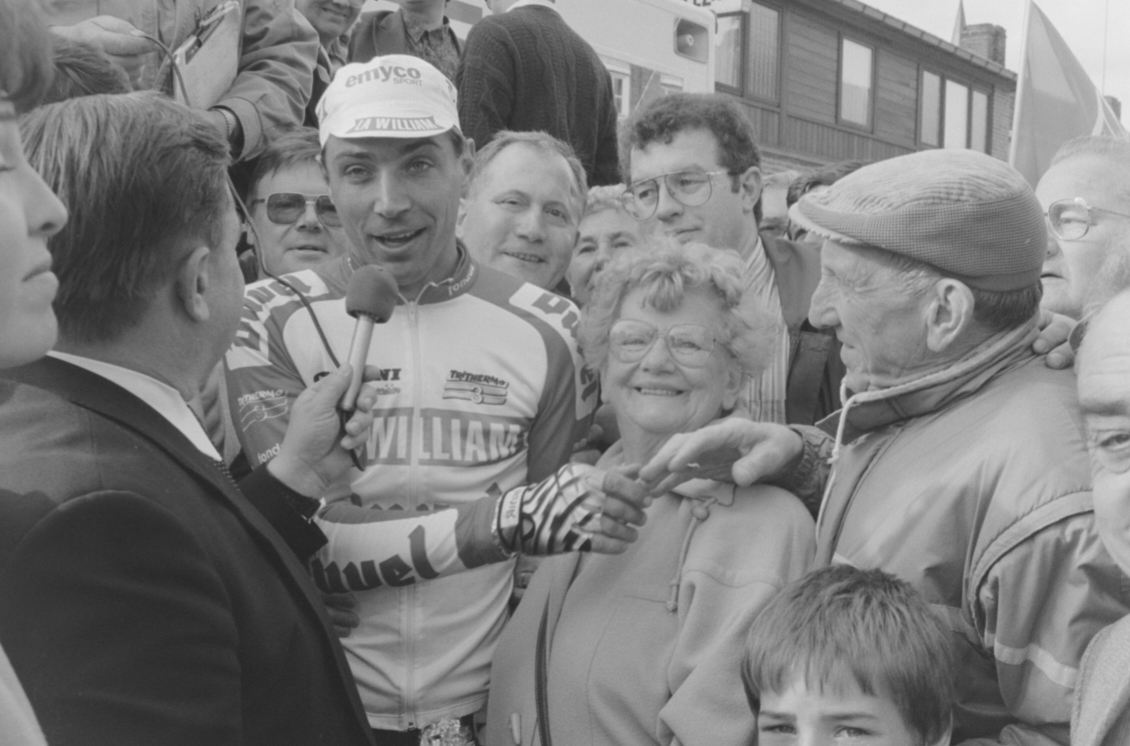
Michel Cornelisse wordt geïnterviewd na zijn overwinning.
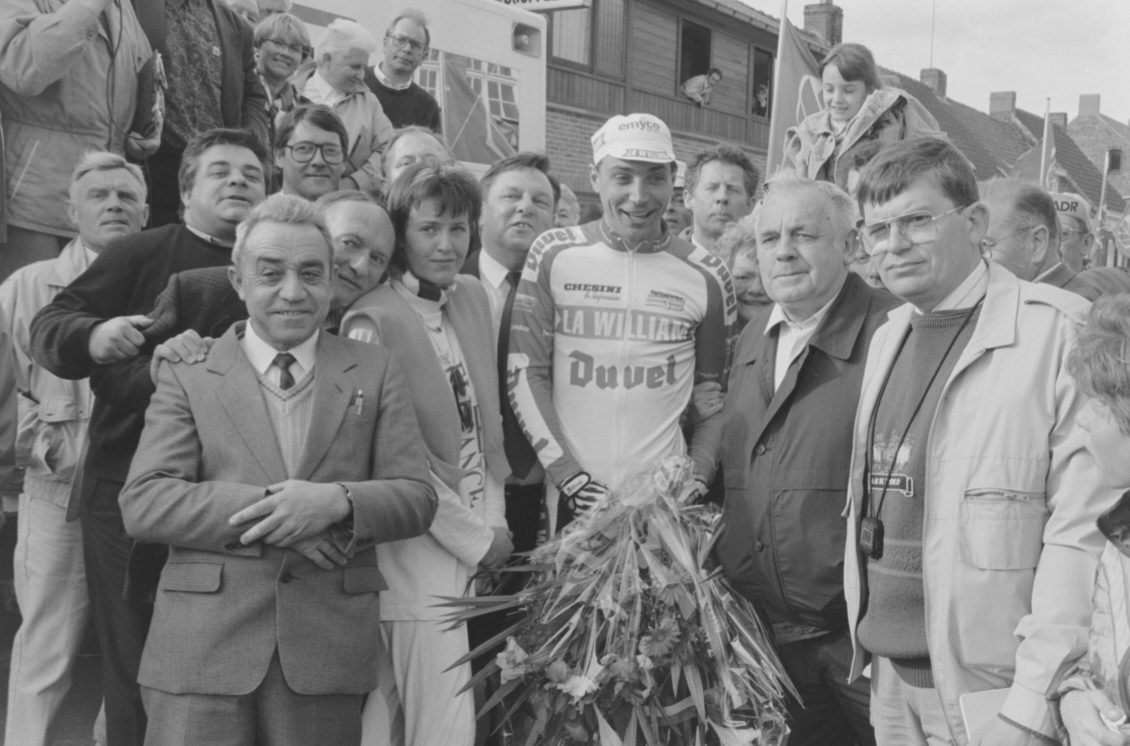
Michel Cornelisse poseert na zijn overwinning.

1952 · 1953 · 1954 · 1955 · 1956 · 1957 · 1958 · 1959 · 1960 · 1961 · 1962 · 1963 · 1964 · 1965 · 1966 · 1967 · 1968 · 1969 · 1970 · 1971 · 1972 · 1973 · 1974 · 1975 · 1976 · 1977 · 1978 · 1979 · 1980 · 1981 · 1982 · 1983 · 1984 · 1985 · 1986 · 1987 · 1988 · 1989 · 1990 · 1991 · 1992 · 1993 · 1994 · 1995 · 1996 · 1997 · 1998 · 1999 · 2000 · 2001 · 2002 · 2003 · 2004 · 2005 · 2006 · 2007 · 2008 · 2009 · 2010 · 2011 · 2012 · 2013 · 2014 · 2015 · 2016 · 2017 · 2018 · 2019 · 2020 · 2021 · 2022